# Luciano Uras
Luciano Uras (Iglesias, 6 ottobre 1954) è un politico italiano.

## Biografia
È stato dirigente della Funzione Pubblica CGIL e componente del Direttivo regionale confederale dal 1990 al 1994. 
È divenuto poi Funzionario dell'Amministrazione regionale, dove ha ricoperto svariati incarichi, occupandosi in particolare delle problematiche connesse al lavoro, in particolare dal 1993 al 2004 è stato Componente dell'Ufficio Speciale per l'Occupazione. Nel 1995 ha ricoperto l'incarico di Consulente dell'Assessore della Difesa Ambiente.
Nel 1996 è stato Coordinatore del Settore delle fonti energetiche dell'Assessorato dell'Industria, componente della segreteria tecnica e segretario del Comitato di coordinamento dell'Accordo di programma per la realizzazione del progetto di gassificazione del carbone Sulcis, componente per la Regione Sarda del Coordinamento Interregionale per l'Energia.
Nel 1998 è stato coordinatore del Gruppo di lavoro per la predisposizione del Piano straordinario del Lavoro. Dal 1998 al 1999 è stato Capo dell'Ufficio di Gabinetto dell'Assessore degli Enti Locali, Finanze e Urbanistica.
Tra il 1994 e il 1997, e dal 2000 al 2004 è stato Componente della Commissione Regionale per l'Impiego su indicazione del Consiglio regionale della Sardegna, Direttore dell'Agenzia Regionale del Lavoro della Sardegna (2001-2004). In tale ambito ha curato tra l'altro la redazione e l'attuazione di diversi programmi comunitari, di cui è stato responsabile. Dall'incarico di direzione dell'Agenzia si è dimesso a seguito dell'elezione nel Consiglio regionale, avvenuta alle elezioni regionali del 2004 nelle liste di Rifondazione Comunista: in consiglio regionale ha assunto gli incarichi di capogruppo e di questore del consiglio regionale, oltre che presidente della Commissione d'Inchiesta.
Alle successivi elezioni regionali in Sardegna del 2009 è stato nuovamente eletto, sempre nelle liste di Rifondazione Comunista a Cagliari, consigliere regionale, dove ha assunto la carica di segretario della I Commissione permanente (Autonomia), componente della III Commissione permanente (Bilancio) e, infine, componente della IV Commissione (Urbanistica).
Alle elezioni politiche del 24 e 25 febbraio 2013 è stato eletto senatore nella circoscrizione Sardegna nelle liste di Sinistra Ecologia Libertà, il partito di Nichi Vendola. Al Senato della Repubblica è membro della Commissione speciale sugli atti urgenti del governo e della Commissioni Bilancio.
Il 2 marzo 2016, in dissenso con le linee politiche assunte dal partito, annuncia che non aderirà a Sinistra Italiana e lascia la componente di SEL nel gruppo misto. Il 14 dicembre successivo, assieme all'altro senatore ex SEL Dario Stefano, vota la fiducia al neonato governo Gentiloni, entrando quindi in maggioranza. In seguito aderisce a Campo Progressista di Giuliano Pisapia.
Alle elezioni politiche del 2018 è il candidato con il centrosinistra alla Camera nell'uninominale a Cagliari, senza essere rieletto.

## Procedimenti giudiziari
Nel 2021 è stato condannato a due anni e otto mesi dalla Seconda sezione penale del Tribunale di Cagliari per peculato aggravato nell'ambito dell'inchiesta sui fondi ai gruppi del Consiglio regionale della Sardegna.